# مادة مظلمة أحيائية
المادة المظلمة الأحيائية هي مادة جينية غير مصنفة توجد على الأرض ولا تدخل ضمن نطاقات الحياة: البكتيريا والعتائق وحقيقيات النوى. ووجود هذه المادة يوحي باحتمال وجود نطاق حياة جديد لم يكتشف بعد.
ووفقًا لبحث أجراه اختصاصي الفيروسات نوثان وولف (Nathan Wolfe) فإن 20% من المواد الجينية الموجودة في ماسحة أنفية لإنسان هي مواد مظلمة أحيائية لا يمكن نسبتها لأي من التصنيفات الحالية للكائنات الحية الموجودة على الأرض. وتمثل المادة المظلمة الأحيائية من 40 % إلى 50 % من المواد الجينية في مِعَى الإنسان ومن 1% إلى 2% من المواد الجينية الموجودة في الدم المعقم نسبيًا.